# Сава Бакарджиєв
Сава Бакарджиєв (болг. Сава Бакарджиєв; 31 жовтня 1889, Беброво — 1945, Софія) — болгарський військовий діяч у часи царя Бориса III. Генерал-майор.

## Біографія
Народився 31 жовтня 1889 в селі Беброво. У 1912 розпочав військову службу. 6 травня 1924 отримав звання майора, а з 1925 був командиром роти в 19-му піхотному батальйоні Шумена.
6 травня 1928 отримав звання підполковника, а в 1930 був начальником Варненського військового округу. З 1932 служив заступником командира 8-го стрілецького полку, а з 1934 — командир того ж полку. З 6 травня 1935 — полковник. З 18 травня по 23 листопада 1935 очолював поліцейське управління.
Помер у 1945 у Софії.

## Звання
- Лейтенант (14 лютого 1915)
- Капітан (1 серпня 1917)
- Майор (6 травня 1924)
- Підполковник (6 травня 1928)
- Полковник (6 травня 1935)
- Генерал-майор (3 жовтня 1940)